# Hans Adolph Brorson

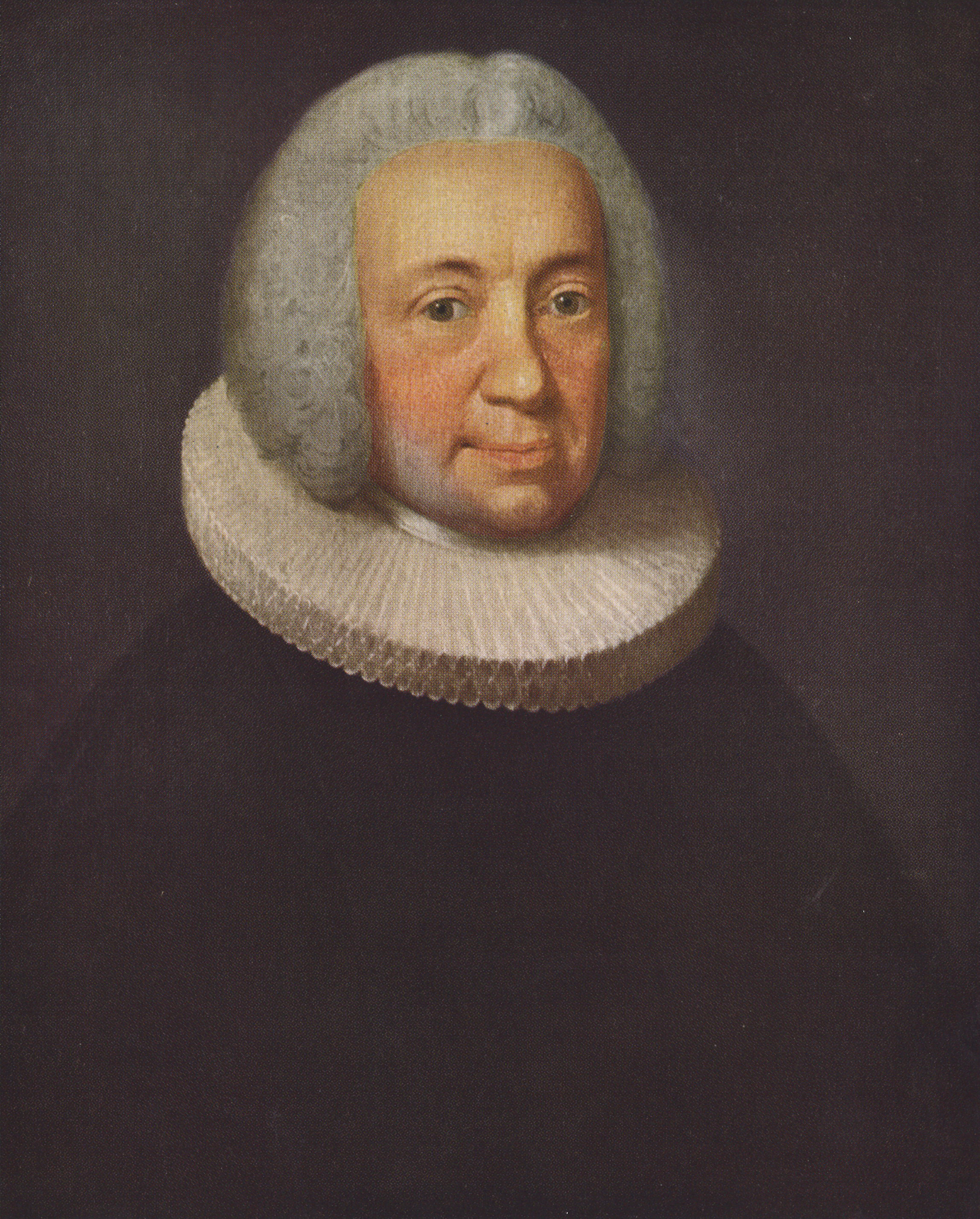
Hans Adolph Brorson

Hans Adolph Brorson (* 20. Juni 1694 in Randerup; † 3. Juni 1764 in Ribe) war ein dänischer Bischof und einer der größten Kirchenlieddichter Skandinaviens.

## Leben

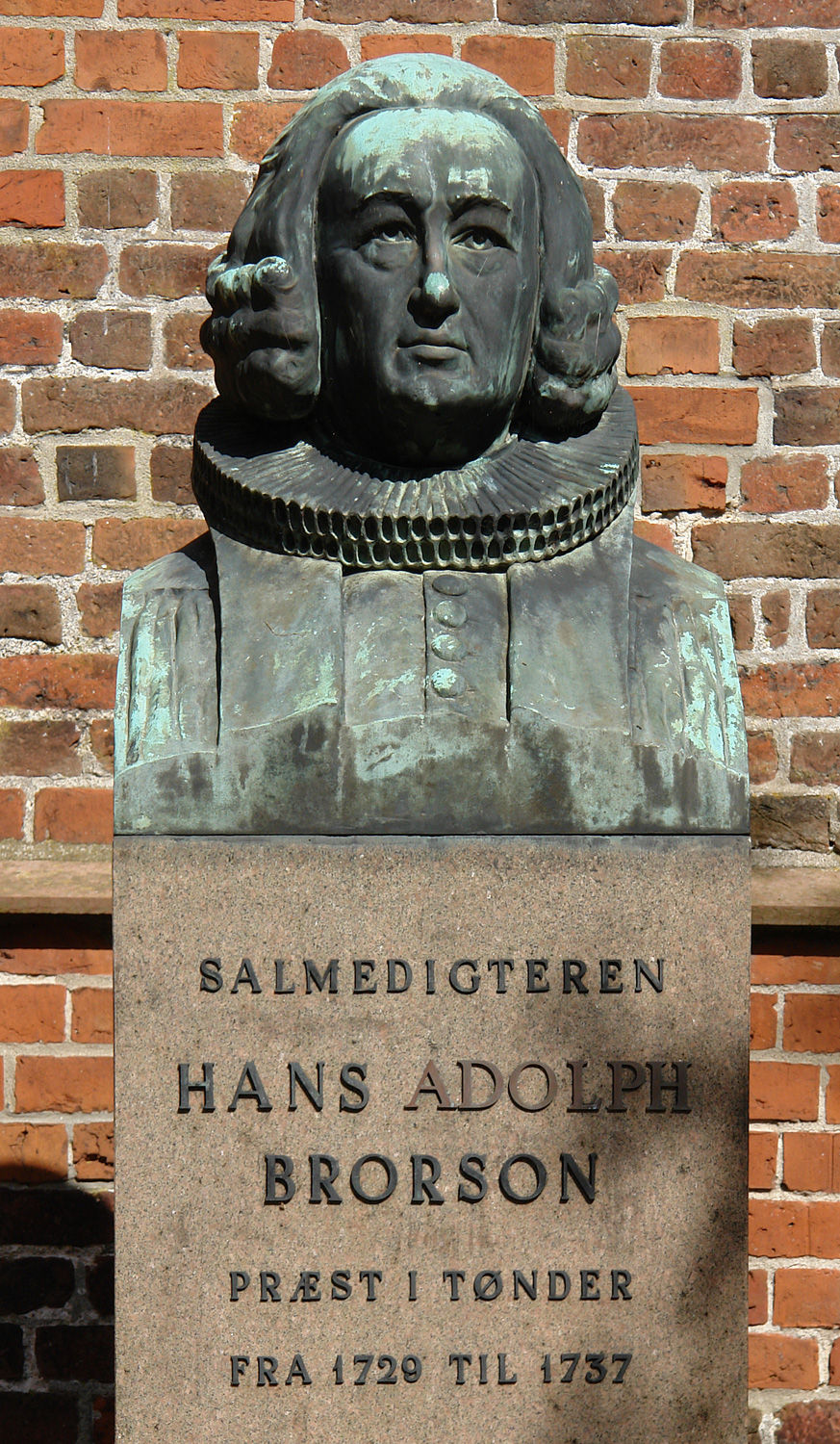
Brorson-Büste an der Christkirche in Tønder

Brorson besuchte bis 1712 das Gymnasium der Stadt Ribe und studierte anschließend an der Universität Kopenhagen Evangelische Theologie. Nach vier Jahren unterbrach er jedoch das Studium und zog nach Løgumkloster in Süderjütland, wo er in den folgenden Jahren als Hauslehrer arbeitete. In Løgumkloster lernte Brorson den aus Deutschland kommenden Pietismus kennen, der ihn tief beeindruckte. Daraufhin nahm er 1721 sein Kopenhagener Studium wieder auf und trat nach erfolgreichem Studienabschluss 1722 eine Pfarrstelle in Randerup an. Zwischen 1729 und 1735 wirkte er als Pastor an der Kristkirke in Tønder.
Von 1721 an begann er seine ersten Gedichte und Lieder zu schreiben. Zudem widmete sich Brorson der Übersetzung von Liedern des deutschen Barocks und des deutschen Pietismus ins Dänische. Das 1739 herausgegebene Liederbuch Troens rare Klenodie (etwa: Des Glaubens schönes Kleinod) enthält neben 82 Originaldichtungen auch 192 Übersetzungsarbeiten. 1737 kam er als Propst nach Ribe. 1741 wurde er schließlich zum Bischof von Ribe gewählt, ein Amt, das er bis zu seinem Tod 1764 behielt. Vier Jahre vor seinem Tod gab er die auf Latein abgefasste Abhandlung De Vexillo Ecclesiæ heraus, in der er sich deutlich gegen den von der Aufklärung propagierten Rationalismus wandte, der zunehmend auch in Skandinavien an Boden gewann. Nach seinem Tod fanden seine Söhne 70 noch unveröffentlichte Lieder aus seinen letzten Lebensjahren, die 1765 unter dem Titel Svane-Sang (Schwanengesang) herausgegeben wurden.
Brorson war zweimal verheiratet. Mit seiner ersten Frau, seiner Cousine Cathrine Stenbek Clausen, hatte er 13 Kinder, von denen jedoch sieben starben. Ein Kind kam gelähmt und geistig behindert zur Welt und wurde zeitlebens in einer Kammer gehalten. Nach dem Tod seiner ersten Frau im Juni 1741 heiratete er am 29. Juni 1742 Johanne Christine Riese, mit der er drei weitere Kinder bekam.
Gerieten Brorsons pietistische Lieder nach seinem Tod zunehmend in Vergessenheit, wurden sie im 19. Jahrhundert unter dem Eindruck neuer christlicher Erweckungsbewegungen neu entdeckt. Die Lieder aus dem Svane-Sang und aus Troens rare Klenodie wurden im 19. Jahrhundert in Brorsons Salmebog zusammengefasst, das mehrere Auflagen erlebte. Søren Kierkegaard wünschte sich als Grabinschrift die zehnte Strophe von Brorsons Lied Halleluja! jeg har min Jesum funden.
Noch heute ist Brorson mit zahlreichen Liedern und Liedübersetzungen im Gesangbuch der dänischen Volkskirche und im Højskolesangbog vertreten. Vom Glockenspiel der Domkirche in Ribe klingen jeden Tag um 8 und 18 Uhr die Töne seines Kirchenliedes Den yndigste rose er funden (Die schönste Rose ist gefunden).